# Llista de Béns Culturals d'Interès Nacional del Tarragonès
Llista de Béns Culturals d'Interès Nacional del Tarragonès inscrits en el Registre de Béns Culturals d'Interès Nacional (BCIN) del Departament de Cultura de la Generalitat de Catalunya per a la comarca del Tarragonès. Inclou els béns immobles més rellevants del patrimoni cultural que tenen la categoria de protecció de major rang com a unitat singular, conjunt, espai o zona amb valors culturals, històrics o tècnics.
L'any 2017, el Tarragonès comptava amb 86 béns culturals d'interès nacional, entre ells 70 monuments històrics, 2 conjunts històrics i 14 zones arqueològiques. Són Patrimoni de la Humanitat onze monuments arquitectònics i arqueològics romans que formen part del conjunt arqueològic de Tàrraco. A més, el nucli antic de Tarragona, en la part alta de la ciutat, és un dels conjunts històrics declarats BCIN. A continuació es mostren les últimes dades disponibles ordenades per municipis.

## Patrimoni arquitectònic
| Monument | Protecció                | Estil/època                                     | Localització                                                                       | Coordenades                                                             | Codi?         | Imatge |
| --- | ------------------------ | ----------------------------------------------- | ---------------------------------------------------------------------------------- | ----------------------------------------------------------------------- | ------------- | --- |
| Castell d'Altafulla                                                                                                | BCIN 466-MH              | Renaixement XVII                                | Altafulla Pl. de l'Església                                                        | 41° 08′ 34″ N, 1° 22′ 33″ E / 41.142722°N,1.375904°E                    | RI-51-0006567 | Castell d'Altafulla · Vegeu més fotos d'aquest monument · Carregueu una nova foto d'aquest monument                                                           |
| Torrassa de Sant Antoni                                                                                            | BCIN 467-MH              | Obra popular XIX                                | Altafulla Camí de l'Ermita                                                         | 41° 08′ 52″ N, 1° 22′ 22″ E / 41.147702°N,1.372794°E                    | RI-51-0006569 | Torrassa de Sant Antoni (Altafulla) · Vegeu més fotos d'aquest monument · Carregueu una nova foto d'aquest monument                                           |
| Muralla d'Altafulla                                                                                                | BCIN 759-MH              | Gòtic, obra popular XIV                         | Altafulla Ronda d'Altafulla                                                        | 41° 08′ 29″ N, 1° 22′ 33″ E / 41.141389°N,1.375747°E                    | RI-51-0006568 | Muralla d'Altafulla · Vegeu més fotos d'aquest monument · Carregueu una nova foto d'aquest monument                                                           |
| Nucli antic d'Altafulla                                                                                            | BCIN 1962-CH-EN          | Gòtic, racionalisme Medieval                    | Altafulla Nucli històric                                                           | 41° 08′ 32″ N, 1° 22′ 34″ E / 41.142264°N,1.376157°E                    | RI-53-0000495 | Nucli antic d'Altafulla · Vegeu més fotos d'aquest monument · Carregueu una nova foto d'aquest monument                                                       |
| Castell de Masricart                                                                                               | BCIN 1600-MH             | Gòtic tardà XVI-XVIII                           | La Canonja Plaça del Castell, 1                                                    | 41° 07′ 10″ N, 1° 10′ 59″ E / 41.11935°N,1.18316°E                      | IPA-1803      | Castell de Masricart (la Canonja) · Vegeu més fotos d'aquest monument · Carregueu una nova foto d'aquest monument                                             |
| Castell del Catllar                                                                                                | BCIN 670-MH              | Romànic XIII                                    | El Catllar Pl. del Castell                                                         | 41° 10′ 32″ N, 1° 19′ 28″ E / 41.175477°N,1.324469°E                    | RI-51-0006614 | Castell del Catllar · Vegeu més fotos d'aquest monument · Carregueu una nova foto d'aquest monument                                                           |
| Muralla | BCIN 3981-MH             | XIII - XIV                                      | Constantí C. Sant Pere                                                             | 41° 09′ 13″ N, 1° 12′ 39″ E / 41.153720°N,1.210836°E                    | IPA-12236     | Muralla (Constantí) · Vegeu més fotos d'aquest monument · Carregueu una nova foto d'aquest monument                                                           |
| Pont de les Caixes                                                                                                 | BCIN 4271-ZA             | Medieval                                        | Constantí Séquia del Molí - Barranc de Mas Blanc                                   | 41° 09′ 44″ N, 1° 14′ 07″ E / 41.162234°N,1.235396°E                    | IPA-38470     | Pont de les Caixes (Constantí) · Vegeu més fotos d'aquest monument · Carregueu una nova foto d'aquest monument                                                |
| Castell de Creixell                                                                                                | BCIN 713-MH-EN           | Obra popular Medieval, XVII                     | Creixell C. de l'Església                                                          | 41° 10′ 06″ N, 1° 26′ 28″ E / 41.168254°N,1.44114°E                     | RI-51-0006618 | Castell de Creixell · Vegeu més fotos d'aquest monument · Carregueu una nova foto d'aquest monument                                                           |
| Torre de Ca la Miquelina, o Casa Àlvarez                                                                           | BCIN 714-MH-EN           | Obra popular, gòtic tardà XIV, XVII             | Creixell C. Església, 23                                                           | 41° 10′ 04″ N, 1° 26′ 30″ E / 41.1679°N,1.441726°E                      | RI-51-0006619 | Torre de Ca la Miquelina (Creixell) · Vegeu més fotos d'aquest monument · Carregueu una nova foto d'aquest monument                                           |
| Torre de Cal Jeroni                                                                                                | BCIN 4147-MH-EN          | Gòtic XIV                                       | Creixell Pl. Major, 1                                                              | 41° 10′ 04″ N, 1° 26′ 27″ E / 41.167907°N,1.440763°E                    | IPA-30846     | Torre de Cal Jeroni (Creixell) · Vegeu més fotos d'aquest monument · Carregueu una nova foto d'aquest monument                                                |
| Torre de Cal Xacó, o Cal Cabaler                                                                                   | BCIN 4148-MH-EN          | Gòtic XIV                                       | Creixell C. Sant Jaume, 4-6                                                        | 41° 10′ 06″ N, 1° 26′ 25″ E / 41.168423°N,1.440295°E                    | IPA-30847     | Torre de Cal Xacó (Creixell) · Modifica el valor a Wikidata · Vegeu més fotos d'aquest monument · Carregueu una nova foto d'aquest monument                   |
| Casal dels Montoliu, dit El Castell                                                                                | BCIN 1104-MH             | Neoclassicisme XVIII                            | El Morell Plaça de l'Era del Castell                                               | 41° 11′ 32″ N, 1° 12′ 31″ E / 41.192197°N,1.208627°E                    | RI-51-0006655 | Casal dels Montoliu (el Morell) · Vegeu més fotos d'aquest monument · Carregueu una nova foto d'aquest monument                                               |
| Castell del Baró de les Quatre Torres                                                                              | BCIN 1118-MH             | Historicisme XX Inici                           | La Nou de Gaià Carrer del Castell                                                  | 41° 10′ 59″ N, 1° 22′ 24″ E / 41.183038°N,1.373231°E                    | RI-51-0006657 | Castell del Baró de les Quatre Torres (la Nou de Gaià) · Vegeu més fotos d'aquest monument · Carregueu una nova foto d'aquest monument                        |
| Castell o Castellot de Perafort, Castell de Penallonga o Castell de Bofarull                                       | BCIN 1187-MH             | XVI                                             | Els Pallaresos Ctra. de Perafort als Pallaresos                                    | 41° 10′ 49″ N, 1° 15′ 28″ E / 41.180210°N,1.257908°E                    | RI-51-0006658 | Castell de Perafort (els Pallaresos) · Vegeu més fotos d'aquest monument · Carregueu una nova foto d'aquest monument                                          |
| Casa Bofarull | BCIN 4582-MH-EN          | Modernisme Josep M. Jujol XIV-XX (1914)         | Els Pallaresos C. Major, 11                                                        | 41° 10′ 30″ N, 1° 16′ 08″ E / 41.175058°N,1.268996°E                    | IPA-12269     | Casa Bofarull (els Pallaresos) · Vegeu més fotos d'aquest monument · Carregueu una nova foto d'aquest monument                                                |
| Castell de Puigdelfí                                                                                               | BCIN 1218-MH             |                                                 | Perafort Carrer del Castell, sense restes                                          | 41° 11′ 42″ N, 1° 14′ 09″ E / 41.194873841393616°N,1.2358653545379639°E | RI-51-0006664 | Castell de Puigdelfí (Perafort) · Vegeu més fotos d'aquest monument · Carregueu una nova foto d'aquest monument                                               |
| Castell de Montornès, o Castell de Puigperdiguers                                                                  | BCIN 1278-MH             | Romànic Medieval, XIII                          | La Pobla de Montornès Al costat de l'ermita de Montornès                           | 41° 10′ 14″ N, 1° 24′ 14″ E / 41.17068°N,1.40379°E                      | RI-51-0006679 | Castell de Montornès (la Pobla de Montornès) · Vegeu més fotos d'aquest monument · Carregueu una nova foto d'aquest monument                                  |
| Mas Soler, o Mas Molí                                                                                              | BCIN 1279-MH             | XVII, XIX                                       | La Pobla de Montornès C. del Romaní - C. de la Farigola, Urb. Castell de Montornès | 41° 11′ 17″ N, 1° 24′ 26″ E / 41.188020°N,1.407317°E                    | RI-51-0006680 | Mas Soler (la Pobla de Montornès) · Vegeu més fotos d'aquest monument · Carregueu una nova foto d'aquest monument                                             |
| Castell de Montoliu, o Castellot, Castell de Santa Margarida                                                       | BCIN 1364-MH             | Medieval                                        | La Riera de Gaià Urb. El Castellot                                                 | 41° 09′ 17″ N, 1° 21′ 46″ E / 41.15473°N,1.36282°E                      | RI-51-0006699 | Castell de Montoliu (la Riera de Gaià) · Vegeu més fotos d'aquest monument · Carregueu una nova foto d'aquest monument                                        |
| Torre de l'Abella, o Torre de la Vetlla, Torre Vella                                                               | BCIN 1365-MH             | Romànic XI-XIV                                  | La Riera de Gaià Ardenya, ctra. al Catllar, km 7,5                                 | 41° 10′ 14″ N, 1° 21′ 02″ E / 41.17064°N,1.35058°E                      | RI-51-0006700 | Torre de l'Abella (la Riera de Gaià) · Vegeu més fotos d'aquest monument · Carregueu una nova foto d'aquest monument                                          |
| Torre de l'Alzina                                                                                                  | BCIN 3972-MH-ZA          | XI                                              | La Riera de Gaià Carrer de Mar, 4                                                  | 41° 09′ 47″ N, 1° 20′ 36″ E / 41.16305°N,1.34333°E                      | IPA-36718     | Carregueu una nova foto d'aquest monument |
| Escut de la Casa Borràs (la Riera de Gaià)                                                                         | BCIN 3973-MH             | Barroc XVIII-XIX                                | La Riera de Gaià C. Major, 35                                                      | 41° 09′ 54″ N, 1° 21′ 42″ E / 41.165113°N,1.361652°E                    | IPA-36696     | Escut de la Casa Borràs (la Riera de Gaià) · Vegeu més fotos d'aquest monument · Carregueu una nova foto d'aquest monument                                    |
| Torre del Cucurull                                                                                                 | BCIN 1379-MH             | Obra popular X                                  | Roda de Berà Carretera a Bonastre. Muntanya dels Molins.                           | 41° 11′ 20″ N, 1° 26′ 47″ E / 41.188852°N,1.446464°E                    | RI-51-0006703 | Torre del Cucurull (Roda de Berà) · Vegeu més fotos d'aquest monument · Carregueu una nova foto d'aquest monument                                             |
| Mas de Nin | BCIN 1380-MH             | Obra popular XVI-XVII, XIX                      | Roda de Berà Al sud de l'estació                                                   | 41° 11′ 00″ N, 1° 26′ 29″ E / 41.183431°N,1.44137°E                     | RI-51-0006704 | Mas de Nin (Roda de Berà) · Vegeu més fotos d'aquest monument · Carregueu una nova foto d'aquest monument                                                     |
| Castell de Berà | BCIN 1692-MH             | Medieval                                        | Roda de Berà Plaça de l'Ermita                                                     | 41° 10′ 00″ N, 1° 28′ 22″ E / 41.166772°N,1.472748°E                    | RI-51-0006705 | Castell de Berà (Roda de Berà) · Vegeu més fotos d'aquest monument · Carregueu una nova foto d'aquest monument                                                |
| Arc de Berà | PH BCIN 2046-MH-ZA       | Romà                                            | Roda de Berà Carretera N-340, km 1183                                              | 41° 10′ 24″ N, 1° 28′ 09″ E / 41.173301°N,1.469115°E                    | RI-51-0000323 | Arc de Berà (Roda de Berà) · Vegeu més fotos d'aquest monument · Carregueu una nova foto d'aquest monument                                                    |
| La Torre Vella de Salou, o Torre de Carles V                                                                       | BCIN 1799-MH             | Gòtic tardà XVI                                 | Salou C. Arquebisbe Pere Cardona, 1-5                                              | 41° 04′ 41″ N, 1° 07′ 44″ E / 41.078113°N,1.128819°E                    | RI-51-0006790 | La Torre Vella de Salou · Vegeu més fotos d'aquest monument · Carregueu una nova foto d'aquest monument                                                       |
| Torre del Telègraf                                                                                                 | BCIN 1804-MH             | Obra popular XIX                                | Salou Av. del Mirador                                                              | 41° 04′ 43″ N, 1° 09′ 39″ E / 41.078505°N,1.160841°E                    | RI-51-0006798 | Torre del Telègraf (Salou) · Vegeu més fotos d'aquest monument · Carregueu una nova foto d'aquest monument                                                    |
| Torre Nova, o Fortalesa de Salou, Torre Llatzeret                                                                  | BCIN 1809-MH             | Obra popular XVII                               | Salou C. Brussel·les, 34. Platja Capellans                                         | 41° 04′ 08″ N, 1° 08′ 49″ E / 41.068872°N,1.146836°E                    | RI-51-0006793 | Torre Nova (Salou) · Vegeu més fotos d'aquest monument · Carregueu una nova foto d'aquest monument                                                            |
| Escut de la casa dels Frares                                                                                       | BCIN 3932-MH             | Obra popular XVIII                              | La Secuita Pl. de l'Església, 9                                                    | 41° 12′ 44″ N, 1° 17′ 38″ E / 41.212334°N,1.293846°E                    | IPA-12366     | Escut de la casa dels Frares (la Secuita) · Vegeu més fotos d'aquest monument · Carregueu una nova foto d'aquest monument                                     |
| Església del Sagrat Cor de Vistabella                                                                              | BCIN 4156-MH-EN          | Modernisme Josep Maria Jujol i Gibert XX (1924) | La Secuita Pl. del Dr. Josep Gaspè i Blanc. Vistabella                             | 41° 12′ 32″ N, 1° 15′ 55″ E / 41.208933°N,1.26517°E                     | IPA-12368     | Església del Sagrat Cor de Vistabella (la Secuita) · Vegeu més fotos d'aquest monument · Carregueu una nova foto d'aquest monument                            |
| Conjunt històric de Tarragona                                                                                      | BCIN 206-CH-ZA           | Romà, romànic                                   | Tarragona                                                                          | 41° 07′ 06″ N, 1° 15′ 27″ E / 41.118371°N,1.257527°E                    | RI-53-0000073 | Conjunt històric de Tarragona · Vegeu més fotos d'aquest monument · Carregueu una nova foto d'aquest monument                                                 |
| Pretori o Palau d'August, Castell de Pilat                                                                         | PH BCIN 207-MH/206-CH-ZA | Gòtic Romà, XIV                                 | Tarragona Pl. del Rei - C. de Sant Hermenegild                                     | 41° 07′ 00″ N, 1° 15′ 29″ E / 41.116552°N,1.25803°E                     | RI-51-0000325 | Pretori (Tarragona) · Vegeu més fotos d'aquest monument · Carregueu una nova foto d'aquest monument                                                           |
| Ruïnes de l'Amfiteatre i de l'Església de Santa Maria del Miracle                                                  | PH BCIN 208-MH/206-CH-ZA | Romà, romànic Romà, XII                         | Tarragona Via de William Bryant                                                    | 41° 06′ 52″ N, 1° 15′ 32″ E / 41.114568°N,1.258805°E                    | RI-51-0000298 | Ruïnes de l'Amfiteatre i de l'Església de Santa Maria del Miracle (Tarragona) · Vegeu més fotos d'aquest monument · Carregueu una nova foto d'aquest monument |
| Voltes del circ | PH BCIN 209-MH/206-CH-ZA | Romà                                            | Tarragona Rambla Vella - Pg. de Sant Antoni                                        | 41° 06′ 58″ N, 1° 15′ 25″ E / 41.116117°N,1.257081°E                    | RI-51-0001451 | Voltes del Circ (Tarragona) · Vegeu més fotos d'aquest monument · Carregueu una nova foto d'aquest monument                                                   |
| Muralles romanes                                                                                                   | PH BCIN 213-MH/206-CH-ZA | Romà                                            | Tarragona Via de l'Imperi Romà - Av. Catalunya                                     | 41° 07′ 07″ N, 1° 15′ 18″ E / 41.118676°N,1.255011°E                    | RI-51-0000037 | Muralles romanes (Tarragona) · Vegeu més fotos d'aquest monument · Carregueu una nova foto d'aquest monument                                                  |
| Catedral de Tarragona                                                                                              | BCIN 214-MH/206-CH-ZA    | Romànic, gòtic XII, XVI                         | Tarragona Pla de la Seu                                                            | 41° 07′ 09″ N, 1° 15′ 29″ E / 41.119167°N,1.258056°E                    | RI-51-0000086 | Catedral de Santa Maria (Tarragona) · Vegeu més fotos d'aquest monument · Carregueu una nova foto d'aquest monument                                           |
| Aqüeducte de les Ferreres o Pont del Diable                                                                        | PH BCIN 220-MH/206-CH-ZA | Romà V aC - IV dC                               | Tarragona Carrer del Barranc de Cornellà accés per la carretera N-240              | 41° 08′ 45″ N, 1° 14′ 38″ E / 41.145921°N,1.243884°E                    | RI-51-0000087 | Aqüeducte de les Ferreres (Tarragona) · Vegeu més fotos d'aquest monument · Carregueu una nova foto d'aquest monument                                         |
| Fortí de la Reina                                                                                                  | BCIN 1595-MH             | XVIII                                           | Tarragona Punta del Miracle, pg. Rafael de Casanova                                | 41° 06′ 49″ N, 1° 16′ 00″ E / 41.11356°N,1.26658°E                      | RI-51-0006730 | Fortí de la Reina (Tarragona) · Vegeu més fotos d'aquest monument · Carregueu una nova foto d'aquest monument                                                 |
| Fortí de Sant Jordi                                                                                                | BCIN 1596-MH             | XVIII                                           | Tarragona Pg. Rafael Casanova, 11                                                  | 41° 06′ 55″ N, 1° 15′ 56″ E / 41.11522°N,1.26548°E                      | RI-51-0006731 | Fortí de Sant Jordi (Tarragona) · Vegeu més fotos d'aquest monument · Carregueu una nova foto d'aquest monument                                               |
| Torre del Mas del Cusidó                                                                                           | BCIN 1597-MH/206-CH-ZA   | Obra popular XV                                 | Tarragona Camí del Mas Vell                                                        | 41° 08′ 38″ N, 1° 19′ 43″ E / 41.143878°N,1.328568°E                    | RI-51-0006732 | Torre del Mas del Cusidó (Tarragona) · Vegeu més fotos d'aquest monument · Carregueu una nova foto d'aquest monument                                          |
| Torre del Mas de la Creu                                                                                           | BCIN 1598-MH/206-CH-ZA   | XV                                              | Tarragona Camí que surt de la carretera del Catllar                                | 41° 09′ 03″ N, 1° 18′ 37″ E / 41.150837°N,1.310248°E                    | RI-51-0006733 | Torre del Mas de la Creu (Tarragona) · Vegeu més fotos d'aquest monument · Carregueu una nova foto d'aquest monument                                          |
| Torre del Mas Pastoret                                                                                             | BCIN 1599-MH/206-CH-ZA   | Obra popular XIV                                | Tarragona Camí que surt de la carretera del Catllar                                | 41° 09′ 28″ N, 1° 18′ 30″ E / 41.157707°N,1.308397°E                    | RI-51-0006734 | Torre del Mas Pastoret (Tarragona) · Vegeu més fotos d'aquest monument · Carregueu una nova foto d'aquest monument                                            |
| Castell de Tamarit                                                                                                 | BCIN 1601-MH/206-CH-ZA   | Romànic, gòtic XIV, XX                          | Tarragona Lloc de Tamarit                                                          | 41° 07′ 48″ N, 1° 21′ 40″ E / 41.130088°N,1.361206°E                    | RI-51-0005348 | Castell de Tamarit (Tarragona) · Vegeu més fotos d'aquest monument · Carregueu una nova foto d'aquest monument                                                |
| Torre de la Móra                                                                                                   | BCIN 1602-MH/206-CH-ZA   | Obra popular XVI                                | Tarragona Càmping Torre de la Móra                                                 | 41° 07′ 33″ N, 1° 20′ 31″ E / 41.125829°N,1.341928°E                    | RI-51-0006736 | Torre de la Móra (Tarragona) · Vegeu més fotos d'aquest monument · Carregueu una nova foto d'aquest monument                                                  |
| Castell de Ferran                                                                                                  | BCIN 1603-MH             | XVI                                             | Tarragona Pl. del Castell, 1-3. Ferran                                             | 41° 08′ 45″ N, 1° 21′ 32″ E / 41.145861°N,1.358992°E                    | RI-51-0006735 | Castell de Ferran (Tarragona) · Vegeu més fotos d'aquest monument · Carregueu una nova foto d'aquest monument                                                 |
| Torre del Mas de l'Hereuet                                                                                         | BCIN 1604-MH/206-CH-ZA   | Obra popular XV                                 | Tarragona C. Joan Lamotte de Grignon, urbanització Florimar                        | 41° 08′ 15″ N, 1° 18′ 10″ E / 41.1375°N,1.3027°E                        | RI-51-0006737 | Torre del Mas de l'Hereuet (Tarragona) · Vegeu més fotos d'aquest monument · Carregueu una nova foto d'aquest monument                                        |
| Torre dels Escipions                                                                                               | PH BCIN 2025-MH-EN-ZA    | Romà IV aC - IV dC                              | Tarragona Ctra. Barcelona, 246                                                     | 41° 07′ 55″ N, 1° 19′ 08″ E / 41.132002°N,1.318938°E                    | RI-51-0000324 | Torre dels Escipions (Tarragona) · Vegeu més fotos d'aquest monument · Carregueu una nova foto d'aquest monument                                              |
| Muralles i fortificacions de Tarragona (Fortí Negre, Portal de Sant Antoni, Portal del Roser, Torre de les Monges) | BCIN 4113-MH-ZA          | Medieval, XV                                    | Tarragona Pg. Arqueològic, pg. Sant Antoni, via de l'Imperi Romà                   | 41° 07′ 06″ N, 1° 15′ 38″ E / 41.118335°N,1.26055°E                     | IPA-40070     | Muralles i fortificacions de Tarragona · Vegeu més fotos d'aquest monument · Carregueu una nova foto d'aquest monument                                        |
| Museu Nacional Arqueològic de Tarragona                                                                            | BCIN 4174-MH             | Monumentalisme academicista XX (1942)           | Tarragona Pl. del Rei - Pg. Sant Antoni                                            | 41° 07′ 00″ N, 1° 15′ 31″ E / 41.116688°N,1.258503°E                    | RI-51-0001407 | Museu Nacional Arqueològic de Tarragona · Vegeu més fotos d'aquest monument · Carregueu una nova foto d'aquest monument                                       |
| Museu de la Necròpolis Paleocristiana                                                                              | BCIN 4177-MH             | Eclecticisme, neoclassicisme 1930               | Tarragona Pg. de la Independència, 17                                              | 41° 06′ 57″ N, 1° 14′ 19″ E / 41.115914°N,1.238681°E                    | RI-51-0001408 | Museu de la Necròpolis Paleocristiana (Tarragona) · Vegeu més fotos d'aquest monument · Carregueu una nova foto d'aquest monument                             |
| Teatre Metropol, ex-Patronat Obrer Tarragoní, Casa Mirall                                                          | BCIN 4580-MH-EN          | Modernisme Josep M. Jujol i Gibert XX (1908)    | Tarragona Rambla Nova, 46                                                          | 41° 06′ 53″ N, 1° 15′ 12″ E / 41.114847°N,1.253466°E                    | IPA-12474     | Teatre Metropol (Tarragona) · Vegeu més fotos d'aquest monument · Carregueu una nova foto d'aquest monument                                                   |
| Casa de la Pia Almoina o Ca l'Ardiaca                                                                              | BCIN 4657-MH             | Gòtic XIV, XV, XVI                              | Tarragona Pla de la Seu, 4-10                                                      | 41° 07′ 07″ N, 1° 15′ 28″ E / 41.11854°N,1.25783°E                      | IPA-12426     | Casa de la Pia Almoina (Tarragona) · Vegeu més fotos d'aquest monument · Carregueu una nova foto d'aquest monument                                            |
| Castellnou de Torredembarra                                                                                        | BCIN 1641-MH-EN          | Renaixement, barroc XVI, XVII                   | Torredembarra Pl. del Castell                                                      | 41° 08′ 46″ N, 1° 23′ 46″ E / 41.146219°N,1.396121°E                    | RI-51-0006743 | Castellnou de Torredembarra · Vegeu més fotos d'aquest monument · Carregueu una nova foto d'aquest monument                                                   |
| Torre de la Vila i restes de muralles de Torredembarra                                                             | BCIN 1642-MH-EN          | XV                                              | Torredembarra C. del Forn                                                          | 41° 08′ 42″ N, 1° 23′ 42″ E / 41.145103°N,1.395138°E                    | RI-51-0006744 | Torre de la Vila i restes de muralles de Torredembarra · Vegeu més fotos d'aquest monument · Carregueu una nova foto d'aquest monument                        |
| Castell de Clarà                                                                                                   | BCIN 1643-MH             | XV-XVI                                          | Torredembarra Nucli de Clarà                                                       | 41° 09′ 00″ N, 1° 25′ 02″ E / 41.14992°N,1.417264°E                     | RI-51-0006745 | Castell de Clarà (Torredembarra) · Vegeu més fotos d'aquest monument · Carregueu una nova foto d'aquest monument                                              |
| Castell de Vespella i església parroquial de Sant Miquel                                                           | BCIN 1743-MH             | Medieval, XVI-XVII                              | Vespella de Gaià Nucli històric                                                    | 41° 12′ 16″ N, 1° 21′ 35″ E / 41.204494°N,1.359786°E                    | RI-51-0006783 | Castell de Vespella (Vespella de Gaià) · Vegeu més fotos d'aquest monument · Carregueu una nova foto d'aquest monument                                        |
| Recinte emmurallat                                                                                                 | BCIN 1853-MH             | Obra popular XVII                               | Vilallonga del Camp C. Major - C. de la Muralla                                    | 41° 12′ 38″ N, 1° 12′ 26″ E / 41.210686°N,1.207103°E                    | RI-51-0006785 | Recinte emmurallat (Vilallonga del Camp) · Vegeu més fotos d'aquest monument · Carregueu una nova foto d'aquest monument                                      |
| Castell de Vila-seca de Solcina                                                                                    | BCIN 1800-MH             | XV, XVIII, XIX                                  | Vila-seca Camí del Castell                                                         | 41° 06′ 53″ N, 1° 08′ 51″ E / 41.114655°N,1.147597°E                    | RI-51-0006788 | Castell de Vila-seca de Solcina (Vila-seca) · Vegeu més fotos d'aquest monument · Carregueu una nova foto d'aquest monument                                   |
| Portal de Sant Antoni                                                                                              | BCIN 1801-MH             | XVI                                             | Vila-seca C. dels Màrtirs - C. de la Verge de la Pineda                            | 41° 06′ 37″ N, 1° 08′ 46″ E / 41.110373°N,1.146022°E                    | RI-51-0006789 | Portal de Sant Antoni (Vila-seca) · Vegeu més fotos d'aquest monument · Carregueu una nova foto d'aquest monument                                             |
| Torre de l'Abadia                                                                                                  | BCIN 1802-MH             | Medieval, XVII                                  | Vila-seca C. Major                                                                 | 41° 06′ 40″ N, 1° 08′ 44″ E / 41.111115°N,1.145451°E                    | RI-51-0007312 | Torre de l'Abadia (Vila-seca) · Vegeu més fotos d'aquest monument · Carregueu una nova foto d'aquest monument                                                 |
| Torre de l'ermita de la Mare de Déu de la Pineda                                                                   | BCIN 1805-MH             | XVI-XVII                                        | Vila-seca Carretera TV-3148                                                        | 41° 05′ 46″ N, 1° 10′ 14″ E / 41.096132°N,1.170643°E                    | RI-51-0006792 | Torre de l'ermita de la Mare de Déu de la Pineda (Vila-seca) · Vegeu més fotos d'aquest monument · Carregueu una nova foto d'aquest monument                  |
| Torre del Delme, o Torre de la Guàrdia                                                                             | BCIN 1806-MH             | XV-XVI                                          | Vila-seca C. de Riudoms, 8                                                         | 41° 06′ 41″ N, 1° 08′ 44″ E / 41.111511°N,1.145618°E                    | RI-51-0006791 | Torre del Delme (Vila-seca) · Vegeu més fotos d'aquest monument · Carregueu una nova foto d'aquest monument                                                   |
| Torres del Mas d'en Ramon                                                                                          | BCIN 1807-MH             | XV-XVI                                          | Vila-seca Camí del Mas Ramon                                                       | 41° 05′ 33″ N, 1° 05′ 43″ E / 41.092613°N,1.095414°E                    | RI-51-0006796 | Torres del Mas d'en Ramon (Vila-seca) · Vegeu més fotos d'aquest monument · Carregueu una nova foto d'aquest monument                                         |
| Torre del Virgili                                                                                                  | BCIN 1808-MH             | XVI                                             | Vila-seca Ctra. TV-3146. Partida del Prat d'Albinyana                              | 41° 05′ 49″ N, 1° 11′ 23″ E / 41.096996°N,1.189717°E                    | RI-51-0006794 | Torre del Virgili (Vila-seca) · Vegeu més fotos d'aquest monument · Carregueu una nova foto d'aquest monument                                                 |
| Torre d'en Dolça                                                                                                   | BCIN 1810-MH             | Obra popular XVI                                | Vila-seca Camí que surt de la carretera TV-3148                                    | 41° 05′ 56″ N, 1° 09′ 36″ E / 41.098937°N,1.159935°E                    | RI-51-0006795 | Torre d'en Dolça (Vila-seca) · Vegeu més fotos d'aquest monument · Carregueu una nova foto d'aquest monument                                                  |
| Torre de Mas Carboners                                                                                             | BCIN 1811-MH             | XVI                                             | Vila-seca Ctra. de la Pineda, km 1,5                                               | 41° 05′ 41″ N, 1° 10′ 05″ E / 41.094833°N,1.168144°E                    | RI-51-0006797 | Torre de Mas Carboners (Vila-seca) · Vegeu més fotos d'aquest monument · Carregueu una nova foto d'aquest monument                                            |
| Portal de Riudoms                                                                                                  | BCIN 1917-MH             | Obra popular                                    | Vila-seca C. Munterols, 9 - C. de les Creus, 8                                     | 41° 06′ 42″ N, 1° 08′ 41″ E / 41.111761°N,1.144585°E                    | RI-51-0007319 | Portal de Riudoms (Vila-seca) · Vegeu més fotos d'aquest monument · Carregueu una nova foto d'aquest monument                                                 |
| Torre de Ca Cervelló                                                                                               | BCIN 1918-MH             | Obra popular XVI                                | Vila-seca C. Riudoms, 2 - C. Major, 11                                             | 41° 06′ 41″ N, 1° 08′ 45″ E / 41.111373°N,1.145811°E                    | RI-51-0007313 | Torre de Ca Cervelló (Vila-seca) · Vegeu més fotos d'aquest monument · Carregueu una nova foto d'aquest monument                                              |
| Torre de Ca Poblet                                                                                                 | BCIN 1919-MH             | Obra popular XVI                                | Vila-seca C. Riudoms, 22 - Pl. Església, 12                                        | 41° 06′ 41″ N, 1° 08′ 42″ E / 41.111467°N,1.145079°E                    | RI-51-0007318 | Torre de Ca Poblet (Vila-seca) · Vegeu més fotos d'aquest monument · Carregueu una nova foto d'aquest monument                                                |
| Torre de Casa Malapeira                                                                                            | BCIN 1920-MH             | Obra popular XVI                                | Vila-seca C. Sant Josep, 23 (interior)                                             | 41° 06′ 40″ N, 1° 08′ 47″ E / 41.111092°N,1.146292°E                    | RI-51-0007315 | Torre de Casa Malapeira (Vila-seca) · Vegeu més fotos d'aquest monument · Carregueu una nova foto d'aquest monument                                           |
| Torre de Ca l'Estefania Plaza                                                                                      | BCIN 1921-MH             | Obra popular XV-XVI                             | Vila-seca C. Verge de la Pineda, 9                                                 | 41° 06′ 38″ N, 1° 08′ 45″ E / 41.110691°N,1.145955°E                    | RI-51-0007314 | Torre de Ca l'Estefania Plaza (Vila-seca) · Vegeu més fotos d'aquest monument · Carregueu una nova foto d'aquest monument                                     |
| Torre de la Ramona, o Torre de l'Ira                                                                               | BCIN 1922-MH             | Obra popular XVI                                | Vila-seca C. Verge de la Pineda, 38-40                                             | 41° 06′ 35″ N, 1° 08′ 48″ E / 41.109819°N,1.146656°E                    | RI-51-0007316 | Torre de la Ramona (Vila-seca) · Vegeu més fotos d'aquest monument · Carregueu una nova foto d'aquest monument                                                |
| Torre de ca la Tuies del Cafè                                                                                      | BCIN 1923-MH             | Obra popular                                    | Vila-seca C. Sant Antoni, 38                                                       | 41° 06′ 36″ N, 1° 08′ 42″ E / 41.110047°N,1.144863°E                    | RI-51-0007317 | Torre Tuies del Cafè (Vila-seca) · Vegeu més fotos d'aquest monument · Carregueu una nova foto d'aquest monument                                              |

## Patrimoni arqueològic
A més del conjunt arqueològic de Tàrraco, un jaciment de Tarragona està inscrit com a Patrimoni de la Humanitat formant part de l'art rupestre de l'arc mediterrani de la península Ibèrica.
| Monument | Protecció                 | Estil/època | Localització                                                              | Coordenades                                          | Codi?         | Imatge |
| --- | ------------------------- | --- | ------------------------------------------------------------------------- | ---------------------------------------------------- | ------------- | --- |
| Vil·la romana dels Munts | PH BCIN 2044-ZA           | Lloc d'habitació amb estructures conservades, vil·la. Des de Romà August a Romà Baix Imperi (-27/476) | Altafulla Pg. del Fortí, vessant sud-oest del turó dels Munts             | 41° 08′ 09″ N, 1° 23′ 08″ E / 41.135872°N,1.385456°E | RI-55-0000093 | Vil·la romana dels Munts (Altafulla) · Vegeu més fotos d'aquest monument · Carregueu una nova foto d'aquest monument  |
| Vil·la romana de Centcelles | PH BCIN 2045-ZA           | Lloc d'habitació amb estructures conservades, vil·la. Lloc d'enterrament, monument sepulcral. Romà República a Romà Baix Imperi (-218/476)                                                                         | Constantí Camí de Centcelles                                              | 41° 09′ 21″ N, 1° 13′ 34″ E / 41.155865°N,1.226144°E | RI-55-0000047 | Vil·la de Centcelles (Constantí) · Vegeu més fotos d'aquest monument · Carregueu una nova foto d'aquest monument      |
| Abrics de l'Apotecari | PH BCIN 2068-ZA/206-CH-ZA | Abrics i similars amb representació gràfica, pintura. Des d'Epipaleolític a Neolític Antic (-9000/-3500) | Tarragona Camí del Mas d'en Cosidor                                       | 41° 09′ 07″ N, 1° 20′ 01″ E / 41.15181°N,1.33353°E   | RI-55-0000531 | Abrics de l'Apotecari (Tarragona) · Vegeu més fotos d'aquest monument · Carregueu una nova foto d'aquest monument     |
| Fòrum de la Colònia, o Fòrum Baix, Fòrum Municipal, Fòrum Comercial                                                                   | PH BCIN 2061-ZA/206-CH-ZA | Edifici públic, fòrum. Des de Romà República a Romà August (-218/14) | Tarragona C. Soler, c. Lleida, c. Cervantes, c. Gasòmetre                 | 41° 06′ 53″ N, 1° 14′ 54″ E / 41.114639°N,1.248306°E | IPAPC-9531    | Fòrum de la Colònia (Tarragona) · Vegeu més fotos d'aquest monument · Carregueu una nova foto d'aquest monument       |
| Fòrum Provincial, o Plaça del Fòrum, recinte de culte imperial, ruïnes de la plaça del Pallol, Pretori d'August, Torre de l'Audiència | PH BCIN 2062-ZA/206-CH-ZA | Edifici públic, fòrum. Assentament militar, torre. Des de Romà August a Romà Baix Imperi (-27/400). Des de Medieval a Segles XVIII-XX (400/1999).                                                                  | Tarragona Pl. del Fòrum i voltants                                        | 41° 07′ 05″ N, 1° 15′ 31″ E / 41.11795°N,1.25867°E   | RI-55-0000044 | Fòrum Provincial (Tarragona) · Vegeu més fotos d'aquest monument · Carregueu una nova foto d'aquest monument          |
| Necròpolis paleocristiana | PH BCIN 2063-ZA/206-CH-ZA | Lloc d'enterrament Inhumació col·lectiu, necròpolis. Edifici religiós. Lloc d'habitació amb estructures conservades, vil·la. Romà Alt Imperi (14/192). Des de Romà Segle III a Medieval Domini visigòtic (192/715) | Tarragona                                                                 | 41° 06′ 57″ N, 1° 14′ 19″ E / 41.115914°N,1.238681°E | RI-55-0000045 | Necròpolis paleocristiana (Tarragona) · Vegeu més fotos d'aquest monument · Carregueu una nova foto d'aquest monument |
| Pedrera del Mèdol, el Clot del Mèdol                                                                                                  | PH BCIN 2024-ZA           | Lloc o centre de producció i explotació, altres. Des de Romà a Medieval? (-218/1492) | Tarragona Al costat de l'àrea de descans AP-7 entre Altafulla i Tarragona | 41° 08′ 17″ N, 1° 20′ 24″ E / 41.138025°N,1.339941°E | RI-55-0000046 | Pedrera del Mèdol (Tarragona) · Vegeu més fotos d'aquest monument · Carregueu una nova foto d'aquest monument         |
| Teatre romà | BCIN 2066-MH-ZA/206-CH-ZA | Edifici públic, teatre. Romà August a Romà Segle III (-27/284) | Tarragona C. dels Caputixns - c. de Sant Magí                             | 41° 06′ 46″ N, 1° 14′ 58″ E / 41.1128°N,1.2494°E     | IPAPC-9536    | Teatre romà (Tarragona) · Vegeu més fotos d'aquest monument · Carregueu una nova foto d'aquest monument               |

A més, alguns monuments històrics estan inclosos també en l'Inventari del Patrimoni Arqueològic i Paleontològic de Catalunya (IPAPC) per tenir protegit igualment el seu subsol o l'entorn.